# Friedrich Kless
Friedrich Kless (* 7. Oktober 1906 in Bayreuth; † 6. April 1994 in Krailling) war ein deutscher Generalmajor in der Luftwaffe der Wehrmacht während des Zweiten Weltkriegs.

## Leben
Kless trat am 7. April 1925 in das Heer der Reichswehr ein und diente im 21. Infanterie-Regiment als Offiziersanwärter. Am 1. Dezember 1928 erfolgte die Beförderung zum Leutnant und am 1. Dezember 1932 zum Oberleutnant. Von Juni bis September 1933 hielt er sich zur Vertiefung seiner Russischkenntnisse in Russland auf. Anschließend ging er als Aufsichtsoffizier zur Kriegsschule Dresden und ab dem 1. Dezember 1939 wurde er Adjutant der Kriegsschule Potsdam. Nachdem er am 1. März 1936 zum Hauptmann befördert wurde, wechselte er am 1. August 1938 zur Luftwaffe, wo er auf die Luftkriegsakademie Berlin-Gatow ging. Aber schon am 1. September wechselte er in den Stab der 5. Flieger-Division, dem späteren V. Fliegerkorps. Dort nahm er die Aufgaben eines Ersten Generalstabsoffiziers (Ia) wahr. Diese Aufgabe nahm er auch ab dem 13. März 1940 beim Nahkampfführer II auf. Nachdem ihm am 1. Juni die Beförderung zum Major erreichte, wechselte er zum Kampfgeschwader 55 und wurde dort ab 27. Juli Gruppenkommandeur der II. Gruppe. Mit dieser nahm er bis zum 27. Oktober an der Luftschlacht um England teil und erhielt am 14. Oktober das Ritterkreuz des Eisernen Kreuzes. Anschließend wurde er Erster Generalstabsoffizier des IV. Fliegerkorps, bis er am 25. März in gleicher Funktion zum V. Fliegerkorps wechselte. Dort erhielt er am 1. April 1942 die Beförderung zum Oberstleutnant und wechselte dann am 10. April als Leiter der Führungs-Abteilung I in Generalstab des Luftwaffenkommando Ost. Nachdem er am 12. Januar das Deutsche Kreuz in Gold erhalten hatte, wurde er am 1. April zum Oberst befördert. Am 1. Mai übernahm er dann die Aufgabe eines Ersten Generalstabsoffiziers der Luftflotte 6 in der Mitte der Ostfront. Dort blieb er bis Kriegsende und wurde am 20. April 1945 zum Generalmajor befördert. Er ging am 8. Mai, nach der bedingungslosen Kapitulation der Wehrmacht in Kriegsgefangenschaft, aus der er am 22. Dezember 1947 wieder entlassen wurde.